# Zala (Fluss)
Die Zala (deutsch: Salla) ist ein Fluss im Südwesten Ungarns. Er ist Namensgeber für das Komitat Zala und vieler Orte.

## Verlauf
Der Fluss entspringt im slowenisch-ungarischen bewaldeten Grenzhügelland Goričko / Őrség, einen Kilometer östlich der slowenischen Grenze. Dieses Hügelland bildet die Wasserscheide zum nördlich verlaufenden Einzugsgebiet der Raab (Rába). Nach etwa 25 Kilometern Verlaufs in östlicher Richtung verlässt der Fluss das Komitat Vas bei Felsőjánosfa und verläuft ab dort durch das Komitat Zala.
Ab der Komitatsstadt Zalaegerszeg wendet sich die Fließrichtung nach Nordosten. Nördlich von Zalaszentgrót wendet sich der Fluss in einem großen Bogen nach Süden und folgt den hier landschaftstypischen Riedeln des Zalaer Hügellandes (Zalai-dombság) nach Süden.
Nach etwa 50 Kilometern wird der Kleine Plattensee (Kis-Balaton bzw. Hídvégi-tó) bei Zalavár erreicht, welcher wiederum nach Nordosten durch eine Auen- und Sumpflandschaft nahe Keszthely in das westliche Ufer des Plattensees (Balaton) entwässert. Hier bildet der Flusslauf die Grenze zum Komitat Somogy.

## Zuflüsse
Südlich von Pakod mündet von Süden kommend der Zufluss Foglár als nördliche Verlängerung des Prinzipal-Kanals (Principális-csatorna), der Zala und Mur verbindet.
Östlich (unterhalb) dieser Stadt mündet auch der von Süden (Bak) kommende Bach Felsö-Válicka. Bei Zalaszentivan mündet von links (Norden) kommend der Fluss Sárvíz (in dessen Oberlauf der Stausee Olimpiai-tó liegt) und entlang dessen die Bahnstrecke nach Vasvár verläuft. Wenig östlich davon, unterhalb der Burg Kemend mündet von Süden kommend der Fluss Szévís, dem die Bahnstrecke von Nagykanizsa folgt.
Am nördlichsten Punkt des Flussverlaufes münden von Norden die Bäche Széplak-patak und Nadas-patak. Im weiteren Verlauf münden weitere, teils namenlose Bäche von links (Osten): bei Kisszentgrót der Zalaszentgroti-patak, der Köszvényes-patak, sowie von rechts (Westen) bei Zalacsány der Zalacsányi-patak und die Bäche Búberki-patak, Esztergalyi-patak, Bárandi-patak bei Esztergályhorváti.
Ab Szentgyörgyvár verläuft östlich die kleine Zala (Kis-Zala) und der Graben Mekenyei-árok parallel nach Süden bis zum Kleinen Plattensee.
Von Süden münden in den Kleinen Plattensee und die Zala die Bäche Galamboki-vízfolyás (Galamboker Wasserlauf) und der Grenzgraben Zala-Somogyi-határárok.

## Verkehrsweg
Den Talverlauf der oberen Zala nutzen überregionale Bahnstrecken als Teil des TEN-T-Kernnetzkorridors "Mediterranean"
- Bahnstrecke Hodoš-Zalalövő
- Bahnstrecke Zalalövő–Zalaegerszeg
- Bahnstrecke Zalaegerszeg–Celldömölk